# Nigel Packham

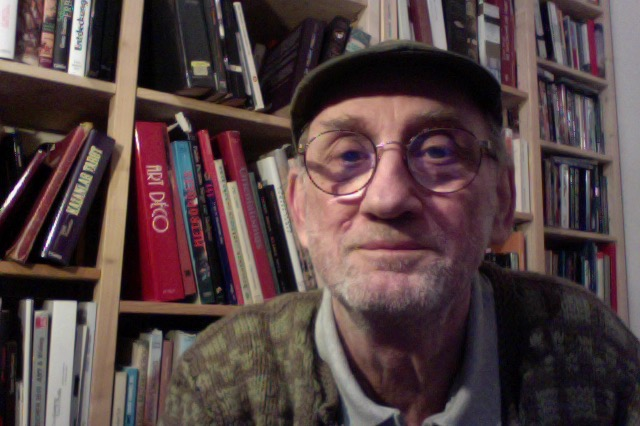
Selbstporträt 2019 in der Empelder Straße 1

Nigel Packham (* 2. Juni 1951 in Pembury (England)) ist ein englischer Künstler, Maler und Dozent.

## Leben

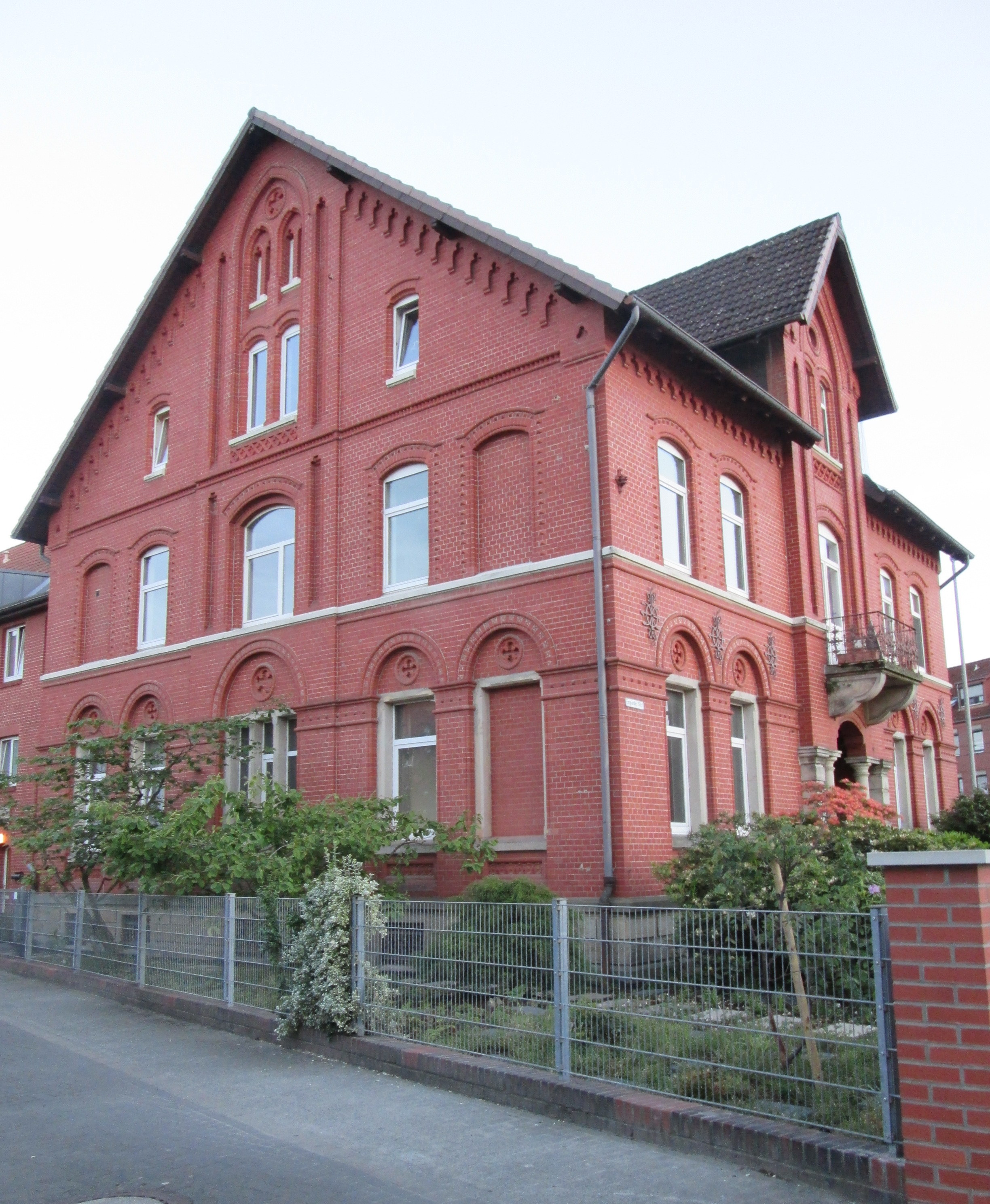
In dem denkmalgeschützten Gebäude Empelder Straße 1 in Hannover-Badenstedt unterhält Packham sein Atelier

Nigel Packam wurde 1951 als Sohn eines Zimmermanns geboren und wuchs in einer englischen Kleinstadt auf. Von 1962 bis 1969 besuchte er das Gymnasium Lewes County Grammar School for Boys. Anschließend durchlief er von 1969 bis 1971 in London ein Grundstudium der freien Kunst am Hammersmith College of Art. 1973 zog er  in die niedersächsische Landeshauptstadt Hannover.
1978 bis 1985 studierte Packham an der Hochschule für Bildende Künste Braunschweig (HBK), besuchte für das Fach Grafik die Kurse bei Professor Karl Schulz. Unterdessen ging er 1980 bis 1985 selbst einem Lehrauftrag an der HBK nach, wirkte ab 1980 zudem als Dozent für Erwachsenenbildung beim Workshop Hannover e.V. und leitete verschiedener Projekte, unter anderem beim Zoo Hannover und für Fluxus.
Nach dem Studium begann Packham seine Tätigkeiten als freier Künstler. Von 1989 bis 2009 war er Mitglied Ateliergemeinschaft Block 16. Im April 2005 wurde Packham zudem zum Vorsitzenden der Bundes Bildender Künstler, Gruppe Hannover gewählt, die er bis 2011 leitete.
Packham unterrichtet beispielsweise Acrylmalerei im Raschplatz Pavillon. Zu seinen angewandten Techniken zählen ferner Federzeichnungen und Druckgrafiken sowie handgefertigte Poster.
Nach Jahren im Atelier Block 16 findet sich sein Atelier heute im „Atelier am Denkmal“ im hannoverschen Stadtteil Badenstedt unter der Adresse Empelder Straße 1, in einem denkmalgeschützten Wohnhaus aus dem späten 19. Jahrhundert.

## Ausstellungen und Beteiligungen (Auswahl)
- 1986: Hommage à Schwitters, Städtische Galerie KUBUS, Hannover[6]
- 1991: Galerie Schwarzer Bär 6, Hannover[6]
- 1992: Musée des Arts décoratifs im Louvre, Paris[6]
- 1993: Flughafen München-Riem[6]
- 1996: Nackte Weiber, Atelier Block 16, Hannover[6]
- 2016: Kunstraum Benther Berg, Benthe[6]
- 2016: Bilder der Freiheit, Roemer- und Pelizaeus-Museum, Hildesheim[3]
- 2018: Parallax Art Fair, Kensington Town Hall, Kensington[3]